# アヌラ・クマラ・ディサナヤカ
アヌラ・クマラ・ディサナヤカ（シンハラ語: අනුර කුමාර දිසානායක, タミル語: அநுர குமார திசாநாயக்க, Anura Kumara Dissanayake, 1968年11月24日 - ）は、スリランカの政治家。現在、同国大統領（第10代、2024年9月就任）。2000年9月に初当選して以来スリランカ議会議員を務め、2014年2月に人民解放戦線（JVP）党首に就任した。農業・家畜・土地・灌漑大臣を務めていた。

## 経歴
サラリーマンの父と主婦の母の下で、1男1女の長男として誕生。人民解放戦線(JVP)が関係する学生運動に参加したことが政界入りのきっかけとなった。2000年に国会議員に初当選。チャンドリカ・クマーラトゥンガ政権下で2004年にスリランカ自由党とJVPが連立政権を組んだ際には農業・家畜・土地・灌漑大臣を務めた。2014年にJVP党首に就任すると同党の急進派というイメージの払拭に取り組み、汚職撲滅など現実路線の改革を導入した。

### 大統領への挑戦
2019年8月、人民の力運動はディサナヤカが大統領選挙に出馬することを発表した。結果はゴーターバヤ・ラージャパクサの当選だった。
2022年7月14日にゴーターバヤ・ラージャパクサ大統領が国外逃亡、辞任を表明して行われた大統領選挙は議員による投票で行われ、ラニル・ウィクラマシンハ首相（大統領代行）が134票を獲得し当選、ディサナヤカは3票にとどまった。
2024年9月21日の大統領選挙に立候補し、ディサナヤカは得票率42.3％で1位となり、32.8％を獲得した統一人民戦線党首のサジット・プレマダーサと共に史上初の決選投票に進出。上位2人による再集計を行った結果、ディサナヤカが得票率55.89％で当選し、44.11％にとどまったプレマダーサを下した。

### 大統領職
2024年9月23日に大統領に就任すると、翌24日にハリニ・アマラスリヤ議員を新首相に任命（法相、教育相、保健相を兼任）。また議会内にJVP議員が3人しかいないこともあり、同日に議会を解散し、11月14日にスリランカ議会総選挙を実施、同21日に新議会を招集すると表明した。11月14日の総選挙にはJVPを含む左派政党連合・国民の力 (NPP)を率いて臨み、225議席中、解散前の3議席から議会の3分の2を上回る159議席を獲得する大勝を収め、それまで最大勢力だったスリランカ人民戦線 (SLPP)をわずか3議席という惨敗に追い込んだ。

## 選挙結果
| 選挙             | 選挙区             | 政党 | 政党 | 政党連合 | 政党連合  | 得票数  | 当落 |
| ---------------- | ------------------ | ---- | ---- | -------- | --------- | ------- | ---- |
| 2004年総選挙     | クルネーガラ選挙区 |      | JVP  |          | UPFA      | 153,868 | 当選 |
| 2015年総選挙     | コロンボ選挙区     | JVP  |      |          | 65,966    | 当選    |      |
| 2019年大統領選挙 | 全国区             | JVP  |      | NMPP     | 418,553   | 落選    |      |
| 2020年総選挙     | コロンボ選挙区     | JVP  |      | NPP      | 49,814    | 当選    |      |
| 2024年大統領選挙 | 全国区             | JVP  |      | NMPP     | 5,634,915 | 当選    |      |